# 比利亚马尔廷德坎波斯
比利亚马尔廷德坎波斯，是西班牙卡斯蒂利亚-莱昂帕伦西亚省的一个市镇。 总面积36平方公里，总人口148人（2001年），人口密度4人/平方公里。